# The Charade
The Charade è un singolo del cantautore statunitense Serj Tankian, pubblicato il 15 febbraio 2010 come unico estratto dall'album dal vivo Elect the Dead Symphony.

## Descrizione
Si tratta della versione in studio di uno dei due brani inediti (insieme a Gate 21, inserito poi in Imperfect Harmonies) eseguiti dal vivo il 16 marzo 2009 al teatro Auckland Town Hall di Auckland (Nuova Zelanda), concerto immortalato successivamente in Elect the Dead Symphony.
Il brano in realtà era già stato eseguito nel 2004 sotto il titolo di Charades ed è presente nell'album dal vivo Axis of Justice: Concert Series Volume 1, realizzato dall'organizzazione no-profit Axis of Justice e in alcuni concerti del 2008, oltre ad essere stata inclusa inizialmente dai System of a Down nelle sessioni di registrazione di Mezmerize e di Hypnotize.

## Tracce
Download digitale
1. The Charade (Rock Version) – 3:31

CD promozionale (Stati Uniti)
1. The Charade (Rock Version) – 3:33
2. Empty Walls (featuring The Auckland Philharmonia Orchestra) – 3:57
3. Sky Is Over (featuring The Auckland Philharmonia Orchestra) – 3:09
4. The Charade (featuring The Auckland Philharmonia Orchestra) – 4:30